# 南桑威奇板块
南桑威奇板块，或南桑威奇微板块（英語：South Sandwich Plate），是一个微板块，位于南大西洋和南冰洋的交界处。它呈弧形，弧顶指向东方，东界以消减带和南美洲板块相邻，南界亦以消减带和南极洲板块相邻，西界则以离散边界和斯科舍板块相接。
南桑威奇群岛即位于这个小型的板块之上。